# Рекуль-Превенкьер
Реку́ль-Превенкье́р (фр. Recoules-Prévinquières, окс. Recolas-Previnquièiras) — коммуна во Франции, находится в регионе Окситания. Департамент — Аверон. Входит в состав кантона Северак-ле-Шато. Округ коммуны — Мийо.
Код INSEE коммуны — 12196.
Коммуна расположена приблизительно в 510 км к югу от Парижа, в 150 км северо-восточнее Тулузы, в 32 км к востоку от Родеза.

## Население
Население коммуны на 2008 год составляло 465 человек.
| 1962 | 1968 | 1975 | 1982 | 1990 | 1999 | 2008 |
| ---- | ---- | ---- | ---- | ---- | ---- | ---- |
| 438  | 510  | 503  | 418  | 444  | 428  | 465  |

## Экономика
В 2007 году среди 282 человек в трудоспособном возрасте (15—64 лет) 192 были экономически активными, 90 — неактивными (показатель активности — 68,1 %, в 1999 году было 69,0 %). Из 192 активных работали 179 человек (102 мужчины и 77 женщин), безработных было 13 (6 мужчин и 7 женщин). Среди 90 неактивных 19 человек были учениками или студентами, 40 — пенсионерами, 31 были неактивными по другим причинам.

## Достопримечательности
- Замок Рекуль[фр.] (XVII—XVIII века). Памятник истории с 2001 года[3]
- Замок Межанель (XV—XVI века). Памятник истории с 1991 года[4]

## Фотогалерея
- Замок Рекуль
- Карта коммуны